# Krudenburg (Burg)
Das Burghaus Krudenburg, auch Crudenborgh oder später Crudenburg genannt, ist ein ehemaliger Rittersitz im gleichnamigen Ortsteil der Gemeinde Hünxe am Niederrhein im Kreis Wesel in Nordrhein-Westfalen.

## Geschichte

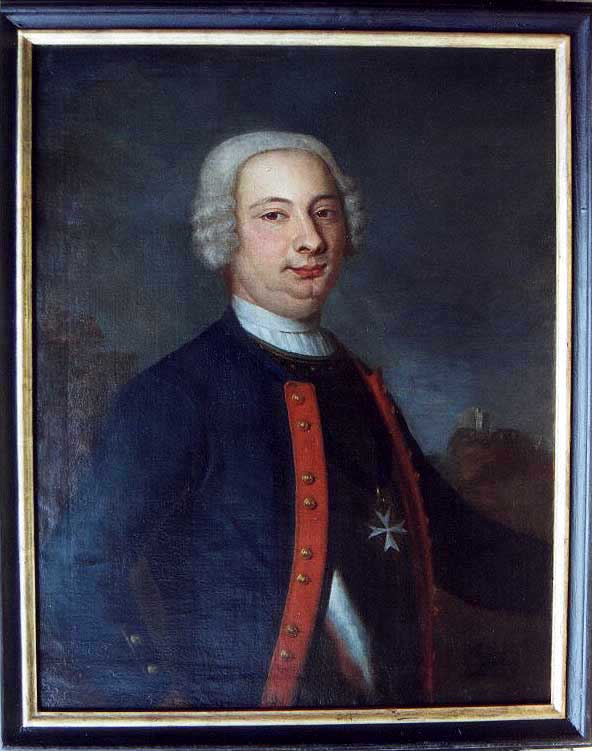
Sigismund von Strünkede-Krudenburg (1704–1749)
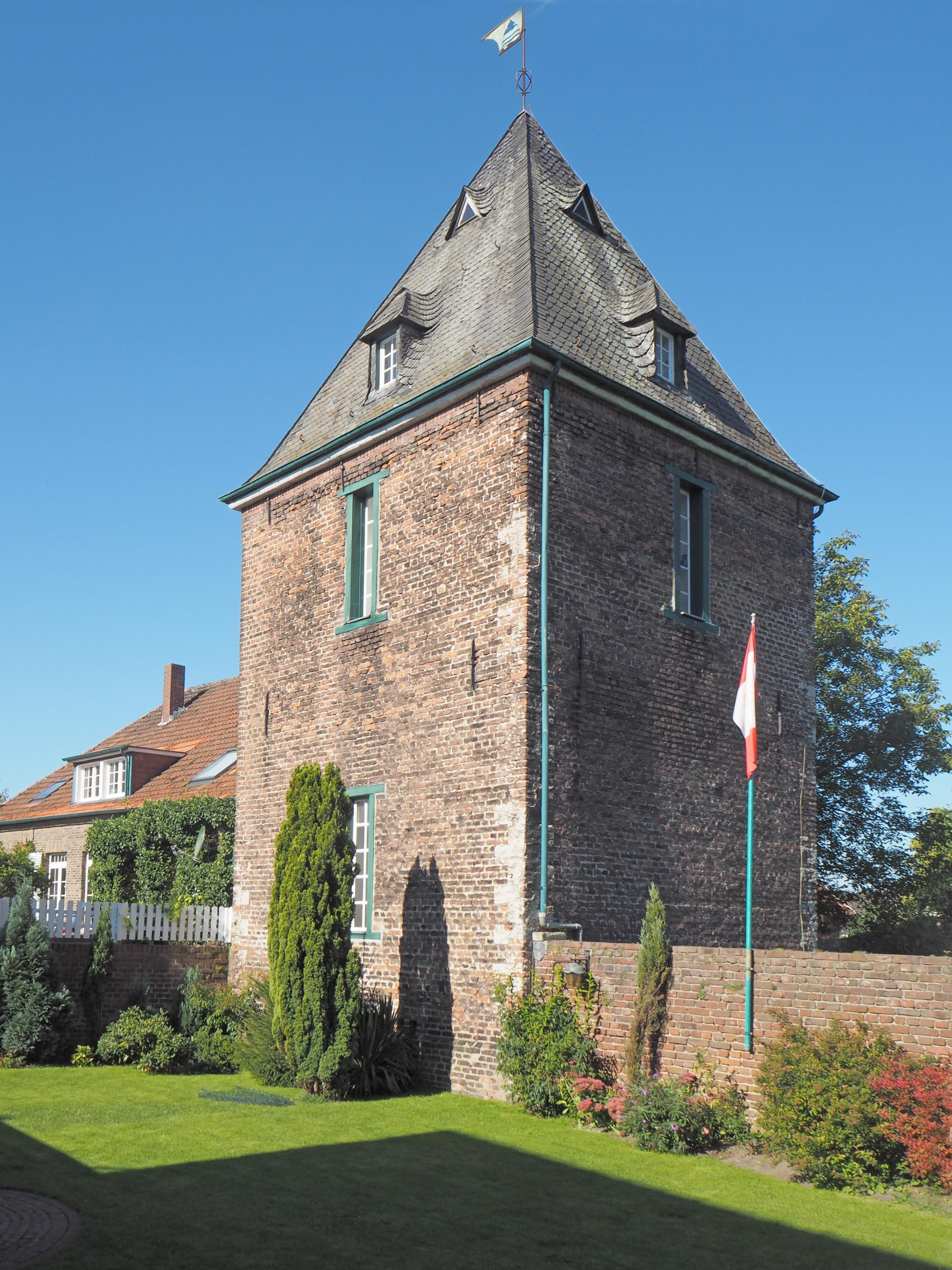
Erhaltener Turm der Anlage

Urkundlich wurde er erstmals 1363 erwähnt, als der Ritter Rutger von Boetzelaer das Lehen vom Grafen Johann von Kleve als Offenhaus mit der Fischerei in der Lippe und der Wassermühle kaufte. Schon 1392 wurde der Ritter Goswin Stecke mit der Krudenburg belehnt.
1502 heiratete die Witwe Goswins IV. Stecke den Grafen von Holstein-Schauenburg, welcher dadurch die Krudenburg erhielt. Durch Verpfändung kam die Burg 1642 an die Grafen von Velen, welche sich 1694 entschlossen, die Herrschaft Krudenburg zu verkaufen. Käufer war der General der Kavallerie Freiherr Johann Siegmund von Heyden (Haus Bruch). Seine Enkelin Charlotta Wilhelmina heiratete zuerst den Freiherren von Grävenitz und 1739 dann den Freiherren Sigismund von Strünkede (1704–1749).
Nach einer kurzen Zwischenzeit mit dem dritten Mann der Charlotta Wilhelmina von Heiden, dem ehemaligen Prediger auf Krudenburg, Johann Vietor, wurde der Sohn des Strünkeders Freiherrn Sigismund Carl 1785 mit der Krudenburg belehnt. 1797 verkaufte dieser die Herrschaft Krudenburg an den Freiherrn von Quadt auf Schloss Gartrop. Die Erbfolge trat 1805 der Freiherr P.D.S.M. von Nagell ein, welcher Krudenburg am 1. August 1827 an die Familie Benninghoff verkaufte. 1893 wurde die Burg größtenteils abgerissen.

## Anlage
Von der einstigen Burganlage ist heute noch ein zweigeschossiger Turm erhalten. Ein modernes Wohnhaus, eine zu Wohnzwecke umgebaute Scheune und Reitstallungen stehen auf den historischen Grundmauern. Teile sind als Bodendenkmal ausgewiesen.